# Elmore Leonard
Elmore John Leonard, Jr. (Nueva Orleans, 11 de octubre de 1925 - Detroit, 20 de agosto de 2013) fue un escritor y guionista estadounidense.
Sus primeras novelas, publicadas en los años cincuenta, fueron novelas del oeste, pero después se especializó en novela policíaca y desde entonces escribió numerosos libros, muchos de los cuales han sido adaptados al cine convirtiéndose en exitosas películas de cineastas tan dispares como John Sturges, Quentin Tarantino o Steven Soderbergh, entre muchos otros. En algunos casos, el proceso ha sido a la inversa, escribiendo novelas a partir de guiones originales o tratamientos para guiones cinematográficos.[cita requerida]
Elmore Leonard falleció el 20 de agosto de 2013 en su casa de Detroit, a los 87 años de edad. La mayoría de sus obras están ambientadas en Detroit.[cita requerida]

## Novelas
| Año  | Título original                                                       | Adaptaciones (cine o tv)                                                                    | Ediciones en español                                                   |
| ---- | --------------------------------------------------------------------- | ------------------------------------------------------------------------------------------- | ---------------------------------------------------------------------- |
| 1953 | The Bounty Hunters                                                    |                                                                                             |                                                                        |
| 1954 | Law at Randado                                                        | 1990 – Border Shootout                                                                      |                                                                        |
| 1956 | Escape from Five Shadows                                              |                                                                                             |                                                                        |
| 1959 | Last Stand at Saber River                                             | 1997 – Last Stand at Saber River                                                            |                                                                        |
| 1961 | Hombre                                                                | 1967 – Hombre                                                                               | Hombre & Que viene Valdez (Valdemar)                                   |
| 1969 | The Big Bounce                                                        | 1969 – The Big Bounce 2004 – The Big Bounce                                                 |                                                                        |
| 1969 | The Moonshine War                                                     | 1970 – The Moonshine War                                                                    |                                                                        |
| 1970 | Valdez Is Coming                                                      | 1971 – Valdez Is Coming                                                                     | Hombre & Que viene Valdez (Valdemar)                                   |
| 1972 | Forty Lashes Less One                                                 |                                                                                             |                                                                        |
| 1974 | Mr. Majestyk                                                          | 1974 – Mr. Majestyk                                                                         |                                                                        |
| 1974 | 52 Pick-Up                                                            | 1984 – The Ambassador 1986 – 52 Pick-Up                                                     | Chantaje mortal (Versal) y (Ediciones B); Un caso de extorsión (Emecé) |
| 1976 | Swag                                                                  |                                                                                             |                                                                        |
| 1977 | Unknown Man No. 89                                                    |                                                                                             | Hombre desconocido 89 (Júcar); El desconocido No. 89 (Bruguera)        |
| 1977 | The Hunted                                                            |                                                                                             |                                                                        |
| 1978 | The Switch                                                            | 2013 – Life of Crime                                                                        |                                                                        |
| 1979 | Gunsights                                                             |                                                                                             |                                                                        |
| 1980 | City Primeval                                                         |                                                                                             | Ciudad salvaje (Alianza)                                               |
| 1980 | Gold Coast                                                            | 1997 – Telefilm                                                                             |                                                                        |
| 1981 | Split Images                                                          | 1992 – Telefilm                                                                             |                                                                        |
| 1982 | Cat Chaser                                                            | 1989 – Cat Chaser                                                                           | El cazador de gatos (Emecé)                                            |
| 1983 | Stick                                                                 | 1985 – Stick                                                                                | Jugar duro (Versal)                                                    |
| 1983 | LaBrava Premio Edgar, Mejor novela (1984)                             |                                                                                             | Joe LaBrava (Ediciones B)                                              |
| 1985 | Glitz                                                                 | 1988 – Telefilm                                                                             | Brillo (Emecé); Fulgor de muerte (Versal)                              |
| 1987 | Bandits                                                               |                                                                                             | Bandidos (Emecé) (Versal) (Ediciones B)                                |
| 1987 | Touch                                                                 | 1997 – Touch                                                                                | Touch (Ediciones B)                                                    |
| 1988 | Freaky Deaky                                                          | 2012 – Freaky Deaky                                                                         | Dinamita para empezar (Roca)                                           |
| 1989 | Killshot                                                              | 2009 – Killshot                                                                             | Persecución mortal (Alianza)                                           |
| 1990 | Get Shorty                                                            | 1995 – Get Shorty                                                                           | Cómo conquistar Hollywood (Get shorty) (Ediciones B)                   |
| 1991 | Maximum Bob Hammett Prize (1991)                                      | 1998 – Serie de televisión Maximum Bob                                                      | El juez (Vergara)                                                      |
| 1992 | Rum Punch                                                             | 1997 – Jackie Brown                                                                         | Cóctel explosivo (Ediciones B)                                         |
| 1993 | Pronto                                                                | 1997 – Telefilm 2010 – Serie de televisión, Justified                                       | Pronto (Ediciones B)                                                   |
| 1995 | Riding the Rap                                                        | 2010 – Serie de televisión, Justified                                                       |                                                                        |
| 1996 | Out of Sight                                                          | 1998 – Out of Sight 2003 – Serie de televisión, Karen Sisco                                 | Tú ganas, Jack (Ediciones B)                                           |
| 1996 | Naked Came the Manatee (Capítulo de una novela por entregas)          |                                                                                             |                                                                        |
| 1998 | Cuba Libre                                                            |                                                                                             | Cuba libre (Ediciones B)                                               |
| 1998 | Tonto Woman (Capítulo de una novela por entregas]])                   | 2007 – Nominada a los Premios de la Academia en la categoría de Cortometraje de imagen real |                                                                        |
| 1999 | Be Cool                                                               | 2005 – Be Cool                                                                              | Tómatelo con calma (Ediciones B)                                       |
| 2000 | Pagan Babies                                                          |                                                                                             | Almas paganas (Ediciones B)                                            |
| 2001 | Fire in the Hole                                                      | 2010 – Serie de televisión, Justified                                                       |                                                                        |
| 2002 | When the Women Come Out to Dance Antología (incluye Fire in the Hole) |                                                                                             |                                                                        |
| 2002 | Tishomingo Blues                                                      |                                                                                             | El blues del Misisipi (Ediciones B)                                    |
| 2004 | A Coyote's in the House                                               |                                                                                             |                                                                        |
| 2004 | Mr. Paradise                                                          |                                                                                             | Mister Paradise (Alianza)                                              |
| 2005 | The Hot Kid                                                           |                                                                                             | Un tipo implacable (Alianza)                                           |
| 2006 | Comfort to the Enemy Publicada por entregas en el New York Times      |                                                                                             |                                                                        |
| 2007 | Up in Honey's Room                                                    |                                                                                             | El día de Hitler (Alianza)                                             |
| 2009 | Road Dogs                                                             |                                                                                             | Perros callejeros (Alianza)                                            |
| 2010 | Djibouti                                                              |                                                                                             | Yibuti (Alianza)                                                       |
| 2012 | Raylan                                                                | 2010 – Serie de televisión, Justified                                                       | Raylan (Alianza)                                                       |